# Tipula ligulipenicillata
Tipula ligulipenicillata là một loài ruồi trong họ Ruồi hạc (Tipulidae). Chúng phân bố ở vùng Tân nhiệt đới.